# Мыс Принца Уэльского
Мыс При́нца Уэ́льского (англ. Cape Prince of Wales, ранее — Мыс Гвоздева) — крайняя западная материковая точка Северной Америки и США. Находится в Беринговом проливе на полуострове Сьюард (Аляска) и разделяет Чукотское и Берингово моря. От мыса Принца Уэльского до мыса Дежнёва — крайней восточной материковой точки Евразии — 86 км.

## История

### Российское открытие

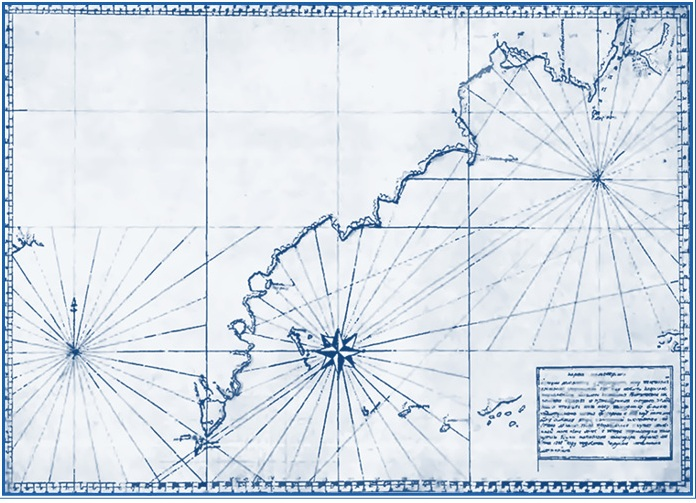
Карта Шпанберга 1743 года по результатам экспедиции Федорова — Гвоздева 1731-32 годов на боте «Святой Гавриил». На крайнем северо-востоке карты указана Большая Земля в районе нынешнего мыса Принца Уэльского

В 1730 году капитан Дмитрий Иванович Павлуцкий, начальник «Камчатской Земли», снарядил экспедицию для исследования «Большой Земли», так в это время называлась Америка в официальных бумагах Сибирской канцелярии.
В 1732 году судно «Святой Гавриил» под командованием подштурмана Ивана Фёдорова и геодезиста Михаила Спиридоновича Гвоздева, открыв острова Гвоздева, достигло Америки. Это были первые европейцы проплывшие из Азии в Северную Америку. Американский мыс лежащий напротив Мыса Дежнёва был назван в честь первооткрывателя, мысом Гвоздева.

### Английское название
Назван в 1778 году английским мореплавателем Джеймсом Куком в честь наследника британского престола, будущего короля Георга IV (1762—1830), имя Мыс Принца Уэльского — официально присвоено в 1944 году. Прежнее эскимосское название мыса — Ныхта..
Рядом с мысом Принца Уэльского располагается небольшой посёлок Уэйлс.